# Helen Paul

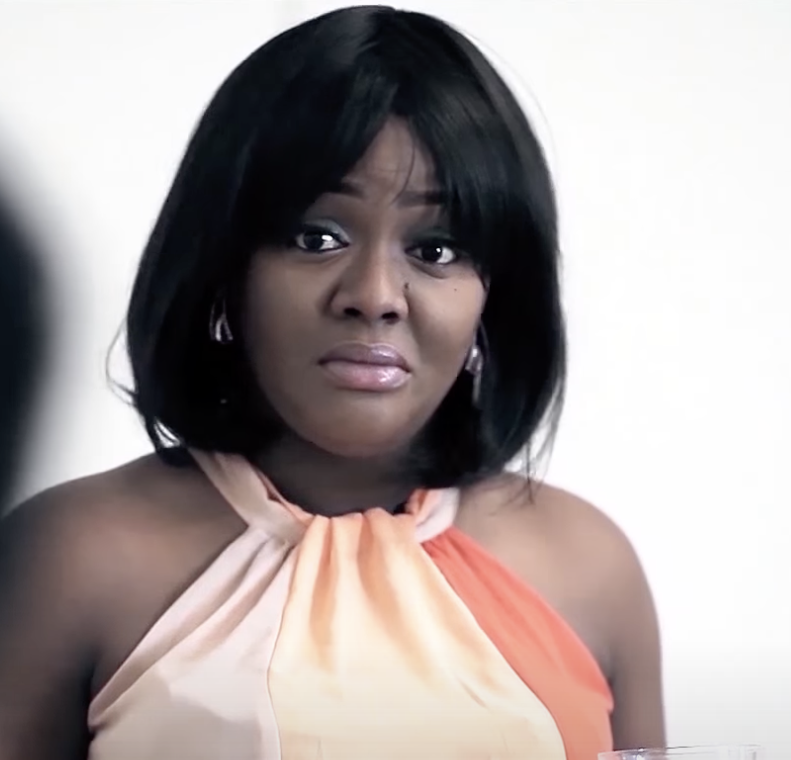
Helen Paul (cropped)

Helen Paul là tên của một nhà soạn kịch, ca sĩ và diễn viên người Nigeria. Bên cạnh đó, bà còn là một nhà soạn kịch nổi tiếng với chương trình Tatafo, và bà có thể chuyển tông giọng của mình sang giọng trẻ em.

## Lí lịch
Hầu hết thời gian còn nhỏ thì bà ỡ với ông bà và mẹ ở bang Lagos. Khi còn nhỏ, bà từng diễn kịch cho những người hàng xóm, những người bạn của bà xem. Sau đó, bà vào trường đại học Lagos và tốt nghiệp với bằng nghệ thuật sân khấu. Trong một vài cuộc phỏng vấn, bà đã nói rằng sự trưởng thành của bà thì không dễ dàng, đầy những "thăng-trầm".
Bà đã kết hôn và có 2 người con trai.

## Sự nghiệp
Bà làm người dẫn chương trình toàn thời gian và tự do ở các đài truyền hình như truyền hình Lagos (LTV 8), CBS, MNet. Trên đài phát thanh 102,3 FM, bà xuất hiện trong một chương trình tên là Wetin Dey với một cá tính nghịch ngợm. Ngoài ra, bà con xuất hiện trong chương trình Tatafo - một đứa trẻ dí dỏm chuyên kêu gọi đả kích một số vấn đề xã hội theo hướng châm biếm.
Tháng 7 năm 2012, bà giới thiệu một album âm nhạc đầu tay của mình là Welcome Party.
Cũng vào năm 2012, bà đã mở một cửa hàng bán đồ cưới tên là "Massive Fabrics and Bridals". Rồi sau đó, bà mở thêm 3 chi nhánh khác của cửa hàng tại những khu vực khác nhau của bang Lagos.
Năm 2014, bà mở một học viện tên là học viện phim ảnh và sân khấu Helen Paul.
Những vở kịch mà bà viết thường là hài kịch, bi kịch và cũng là vừa hài vừa bi. Năm 2015, bà viết xong một vở kịch tên là Life burial. Nó được biểu diễn ở ba trường đại học là đại học Lagos, đại học Obafemi Awolowo và đại học Redeemers.

## Sản phẩm điện ảnh
Dưới đây là những sản phẩm điện ảnh mà bà đã góp mặt:
- 2011 - '"The Return of Jenifa[11]
- 2012 - A Wish[12]
- 2011 - Damage[13]
- 2012 - The Place: Chronicle of the Book[14]
- 2014 - When Love Happens[cần dẫn nguồn]
- 2014 - Alakada2[15]
- 2014 - Akii The Blind[16]
- 2014 - Abiodun Kogberegbe
- 2012 - Osas[17]
- 2012 - Igboya[18]
- Mama Put[19]
- Pawns
- The Lion and The Jewel
- The Wives
- Moremi Ajansoro
- Ovonramwen Nogbaisi